# Schwedische Gardinen
Schwedische Gardinen ist eine Redensart aus der Gaunersprache und mittlerweile eine umgangssprachliche Bezeichnung für die eisernen Fenstergitter eines Gefängnisses. Die Redensart „hinter schwedischen Gardinen sitzen“ bedeutet, sich im Gefängnis zu befinden.
Der Ausdruck wurde bereits 1906 lexikographisch belegt und geht wohl zurück auf hochwertig in Schweden produzierten Stahl, der deswegen für Gefängnisgitter verwendet wurde. Der Erzählforscher Lutz Röhrich führt eine weitere mögliche Herkunft der Redensart an: Die Bezeichnung „schwedische Gardinen“ könnte auf die Erinnerung an die Gewalttaten der Schweden während des Dreißigjährigen Krieges zurückgehen.